# NB-Radiotreff 88.0
NB-Radiotreff 88,0 est un réseau de radiodiffusion local de Mecklembourg-Poméranie-Occidentale.

## Organisation
Le réseau est ouvert à des radios associatives du Land. Le programme est diffusé dans la région de Neubrandenbourg sur la fréquence 88,0 MHz. La station compte quatre employés et quatre studios à son siège à Neubrandenburg[Passage contradictoire]. En collaboration avec des associations locales, le réseau de radiodiffusion a deux studios ailleurs.
Le studio de Malchin est mis en service le 1er juillet 2003 avec le soutien de l'association Welle Kummerower See e.V. Plus tard, il est partagé avec la section locale de la Demokratischen Frauenbundes e.V. Depuis janvier 2018, le studio de Malchin est administré directement par la Medienanstalt Mecklenburg-Vorpommern avec le soutien de la ville. Dans la région de Malchin, le même programme est diffusé sur la fréquence 98,7 MHz comme sur la fréquence de Neubrandenbourg ;  les programmes du studio de Malchin sont diffusés du lundi au samedi de 9h à 10h et du lundi au dimanche de 14h à 15h.
À Greifswald, NB-Radiotreff 88,0 est diffusé sur la fréquence 98,1 MHz. Du lundi au dimanche, à compter de 19 h, un programme local de quatre heures est diffusé sous le nom de radio 98ein, qui est produit dans un studio extérieur ouvert le 7 janvier 2005.

### Source de la traduction
- (de) Cet article est partiellement ou en totalité issu de l’article de Wikipédia en allemand intitulé « NB-Radiotreff 88,0 » (voir la liste des auteurs).